# Zagorska Sela
Zagorska Sela è un comune della Croazia di 1 197 abitanti della regione di Krapina e dello Zagorje.